# Cercle des Escholiers
Le Cercle des Escholiers  ou simplement Les Escholiers est une association créée le 11 novembre 1887 par Georges Bourdon.
Le but de l'association est de
«  Jouer des pièces inédites présentant un caractère littéraire ou artistique. Faciliter l'accès des théâtres réguliers aux jeunes auteurs en faisant connaître leurs œuvres. Mettre en lumière des artistes dramatiques. »
— article premier des statuts
Deux tendances se dessinent au sein de l'association : celle destinée a rénover l'art dramatique et celle axée sur les mondanités.
Les pièces sont notamment jouées au théâtre d'Application, au Théâtre Moderne, à la Comédie-Parisienne.
Le Cercle administre un théâtre au 92 de la rue Saint Lazare, à Paris, dans le 9ème arrondissement, construit à l'emplacement des anciens Jardins de Tivoli détruits en 1842.

## Présidents
- 1887 : Georges Bourdon
- Albert Lefébure
- Alexandre Natanson[4]
- Robert Gaugnat
- Alphonse Franck
- 1893-1896 : Georges Bourdon
- 1896-1899 : Robert de Flers
- 1899-1904 : Maurice Froyez
- Gaston de Bellefonds
- Jean Robiquet
- Maurice Froyez
- 1913-1927 : Auguste Rondel
- 1927 : Marcel Gerbidon

## Représentations et créations
- 1888 : Neiges d'Antan, comédie en 1 acte de Jules de Marthold avec Amélie Villetard, Salle Duprez[5].
- 1888 : Une vengeance, drame en 2 actes de Henri Amic, décembre avec Amélie Villetard
- 1890 : Un Noël Triste, avec Lugné-Poë
- 1892 : La Dame de la mer, avec Lugné-Poë
- 1892 : L'Héritage de Pierrot, pantomime en 2 actes, au théâtre de l'Application
- 1894 (19 février) : au Théâtre Moderne[6],[7],[8],[9],[10].
  - La Revue de Machin de Victor Meusy avec Marriane Chassaing et Fernand Depas
  - Une Mère, de Hamic, joué par Louise France, Régine Martial et Garniéry,
  - Le passant, parodie en un acte, de Paul Gavanet, jouée par Marianne Chassaing et Fernand Depas,
  - Une visite, deux actes, d'Edouard Brandès, traduits du danois, par e vicomte de Colleville et de Zépelin, joués par Archainbaud, Louis Delaunay et Achard,
  - La Vieillesse de Pierrot , un acte de J. Dreux, joué par Mlle Dynel et MM. Hirch, Frédal et Violet.
- 1894 : L'Engrenage, d'Eugène Brieux, à la Comédie-Parisienne, 16 mai[11].
- 1896 : 
  - En famille d'André de Lorde
  - Omphale de Henri de Saussine[12].
  - Demi-sœurs de Gaston Dévore
- 1897 : Dans la Nuit de André de Lorde et Eugène Morel, novembre, avec de Max
- 1897 : Le Plaisir de rompre,  créée le 16 mars avec Jeanne Granier et Henry Mayer.
- 1909 : La Grande Amie, avec Simone Dulac[13].
- 1909 : L'Étau, d'André Sardou, avec Simone Dulac à la salle du théâtre Fémina[14],[15],[16].
- 1913 : L'État second, pièce en 3 actes de François de Nion, avec Andrée Méry et Georges Prieur, 26 avril.
- 1922 : Le Regard neuf, de Gabriel Marcel, avec Simone Dulac, au théâtre Antoine[17],[18].

## Auteurs
- Henri Amic[19].
- Gaston Arman de Caillavet
- Auguste Germain,
- Jules Bois,
- Gabriel Mourey,
- François de Nion,
- Paul Ginisty,
- Victor Meusy,
- Henri de Weindel[20]
- Eugène Brieux,
- Paul Gavault,
- Adolphe Thalasso

## Acteurs
- Lugné-Poë
- Abel Tarride
- Marianne Chassaing[21]
- Marguerite Deval
- Louise Lara
- Édouard de Max
- Henry Mayer,
- Marthe Mellot,
- Armand Numès,
- Hirch,
- Suzanne Carlix
- Régine Martial